# Laurence Oliphant

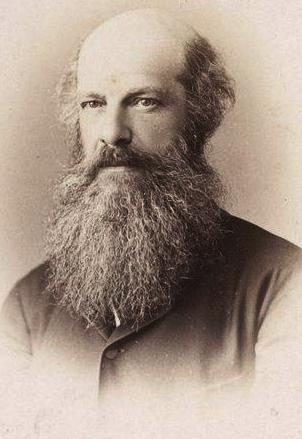
Laurence Oliphant

Laurence Oliphant (* 3. August 1829 in Kapstadt, Kapkolonie, heute zu Südafrika; † 23. Dezember 1888 in Twickenham, heute Stadtteil von London Borough of Richmond upon Thames) war ein britischer Reiseschriftsteller, MP, Diplomat und Okkultist. Oliphant war Christ mit evangelikaler Ausrichtung.

## Leben
Laurence (oder Lawrence) Oliphant wurde als Sohn von Sir Anthony Oliphant (1793–1859), damals Attorney General in der Kapkolonie, geboren. Nach dessen Ernennung zum Chief Justice in der damaligen Kronkolonie Ceylon ist er in Colombo aufgewachsen, wo er eine sehr freie Erziehung genoss. Sein Vater soll mit aus China geschmuggelten Pflanzen den Teeanbau in Ceylon (bei Nuwara Eliya) begründet haben. 1851 reiste er mit dem nepalesischen Maharaja Jang Bahadur Rana (1816–1877) von Colombo nach Kathmandu; darüber schrieb er den ersten seiner Reiseberichte.
Nach kurzem Rechtsstudium in England und einer Russlandreise wurde er 1853 Sekretär von Lord Elgin. Er begleitete den Staatssekretär Henry Pelham-Clinton während des Krimkrieges auf einer Reise nach Tscherkessien. Ab 1861 hätte er als erster Sekretär des britischen Konsuls Rutherford Alcock in Japan eine diplomatische Karriere verfolgen können. Kaum im Dienst, wurde er jedoch am 5. Juli 1861 bei einer nächtlichen Attacke durch feindliche Rōnin schwer verletzt und reiste nach England zurück.
Von 1865 bis 1869 war er als Abgeordneter für den schottischen District of Stirling Burghs Mitglied des britischen Unterhauses.
Nach seiner Begegnung mit dem US-amerikanischen Swedenborgianer und Okkultisten Thomas Lake Harris (1823–1906) folgte er diesem 1868 in dessen Kommunität Brotherhood of the New Life im Bundesstaat New York. 1870 erschien sein erfolgreichstes Buch, der satirische Roman Piccadilly. Während des Deutsch-Französischen Krieges arbeitete er als Korrespondent für The Times in Paris. 1873 kehrte er mit seiner Frau Alice und seiner Mutter zu seinem „Guru“ Harris zurück, von dem er sich erst 1881 endgültig trennte.
1879 plante Oliphant nach einer Nahost-Reise die Gründung einer jüdischen Siedlung für osteuropäische Juden im Land Gilead, einem biblisch definierten Gebiet östlich des Jordans. Die arabische Bevölkerung, so schlug er im britischen Parlament vor, sollte am Beispiel Nordamerikas in Reservate deportiert werden. Dies tat er also noch vor dem Eintreffen der ersten Biluim. Der jüdische Dichter Naphtali Herz Imber reiste 1882 als sein Sekretär mit ihm und seiner Frau nach Haifa. Nach dem Tod seiner Frau kehrte er 1887 nach England zurück, heiratete seine zweite Frau Rosamond – eine Enkelin Robert Owens – und starb dort Ende 1888 noch vor der geplanten Rückkehr nach Haifa.

## Werke (Auswahl)
- A Journey to Katmandu (the capital of Nepaul) with the camp of Jung Bahadoor. Including a sketch of the Ambassador at home. Murray, London 1852
- Russian shores of the Black Sea in the autumn of 1852. With a voyage down the Volga, and a tour through the country of the Don Cossacks. William Blackwood and Sons, Edinburgh / London 1853
  - Neuausgabe als: The Russian shores of the Black Sea and a journey to Katmandu. Könemann, Köln 1998, ISBN 3-8290-0894-5
- Minnesota and the Far West. Blackwood, Edinburgh 1855
- The trans-caucasian campaign of the turkish army under Omar Pasha. Blackwood, Edinburgh 1856
- Narrative of the Earl of Elgin’s mission to China in the years 1857, 58, 59. 2 Bände. Blackwood, Edinburgh 1859
  - Neuausgabe: Oxford University Press, New York 1970
- Piccadilly. A fragment of contemporary biography. Roman. Blackwood, Edinburgh 1870
- The Land of Gilead. With excursions in the Lebanon. Blackwood, Edinburgh 1880
- The Land of Khemi. Up and down the middle Nile. Blackwood, Edinburgh 1882
- Altiora Peto. Roman. 2 Bände. Blackwood, Edinburgh 1883
- Masollam. A problem of the period. Roman. 2 Bände. Blackwood, Edinburgh 1886
- Haifa. Or, life in Modern Palestine. Blackwood, Edinburgh 1887
  - Neuausgabe als: Haifa. Or, life in the Holy Land 1882–1885. Canaan, Jerusalem 1976
- Fashionable philosophy and other sketches. Blackwood, Edinburgh 1887
- Episodes in a life of adventure. Or, moss from a rolling stone. Blackwood, Edinburgh 1887
  - Deutsch als: Wenn ein Stein ins Rollen kommt… Aufzeichnungen eines Abenteurers, Diplomaten und Okkultisten. Übersetzt und eingeleitet von Thomas Meyer. Perseus, Basel 2004, ISBN 3-907564-40-5

## Literarische Rezeption
Im Steampunk-Roman The Difference Engine (1990) von William Gibson wird er als ehemaliger Diplomat in Japan und Spion des Britischen Geheimdienstes dargestellt.